# Lycée français J. M. G. Le Clézio
Le lycée français J. M. G. Le Clézio est un établissement d'enseignement primaire et secondaire affilié au réseau AEFE, situé à Port-Vila, capitale du Vanuatu. 

## Historique
Le Vanuatu a accédé à l'indépendant en 1980 après avoir été pendant 76 ans le « Condominium anglo-français des Nouvelles-Hébrides ». À l'indépendance, l'école Colardeau qui accueillait les enfants des français résidents dans l'archipel rejoint donc le réseau des lycées français à l'étranger (AEFE) et devient en 1981 l'école française du Vanuatu.  
À l'origine simple école, les premières classes de sixième ouvrent en 1987, et les premiers bacheliers se présentent à l'examen en 1992. 
Le lycée est renommé en 2013 en l'honneur de l'écrivain Jean-Marie Gustave Le Clézio, qui avait immortalisé le Vanuatu en 2006 dans son roman Raga. Approche du continent invisible. 
C'est l'établissement le plus oriental du réseau AEFE, et le seul lycée français à l'étranger de tout l'océan Pacifique insulaire. 

## Fonctionnement actuel
Le lycée français J. M. G. Le Clézio accueille 680 élèves, de la maternelle à la terminale ; il les présente au brevet des collèges ainsi qu'au baccalauréat général (avec des spécialités telles que histoire-géographie-géopolitique, mathématiques, physique-chimie, SVT, anglais ou SES) et au baccalauréat technologique STMG. Toutes les classes sont homologuées par l'AEFE. Les langues étrangères enseignées sont l'anglais, l'espagnol et le chinois mandarin. Le lycée opère en « rythme sud », avec une année scolaire calquée sur l'année civile (le bac se passe en novembre et décembre). En Novembre les élèves passent les épreuves de spécialités et en décembre le grand oral et la philosophie.

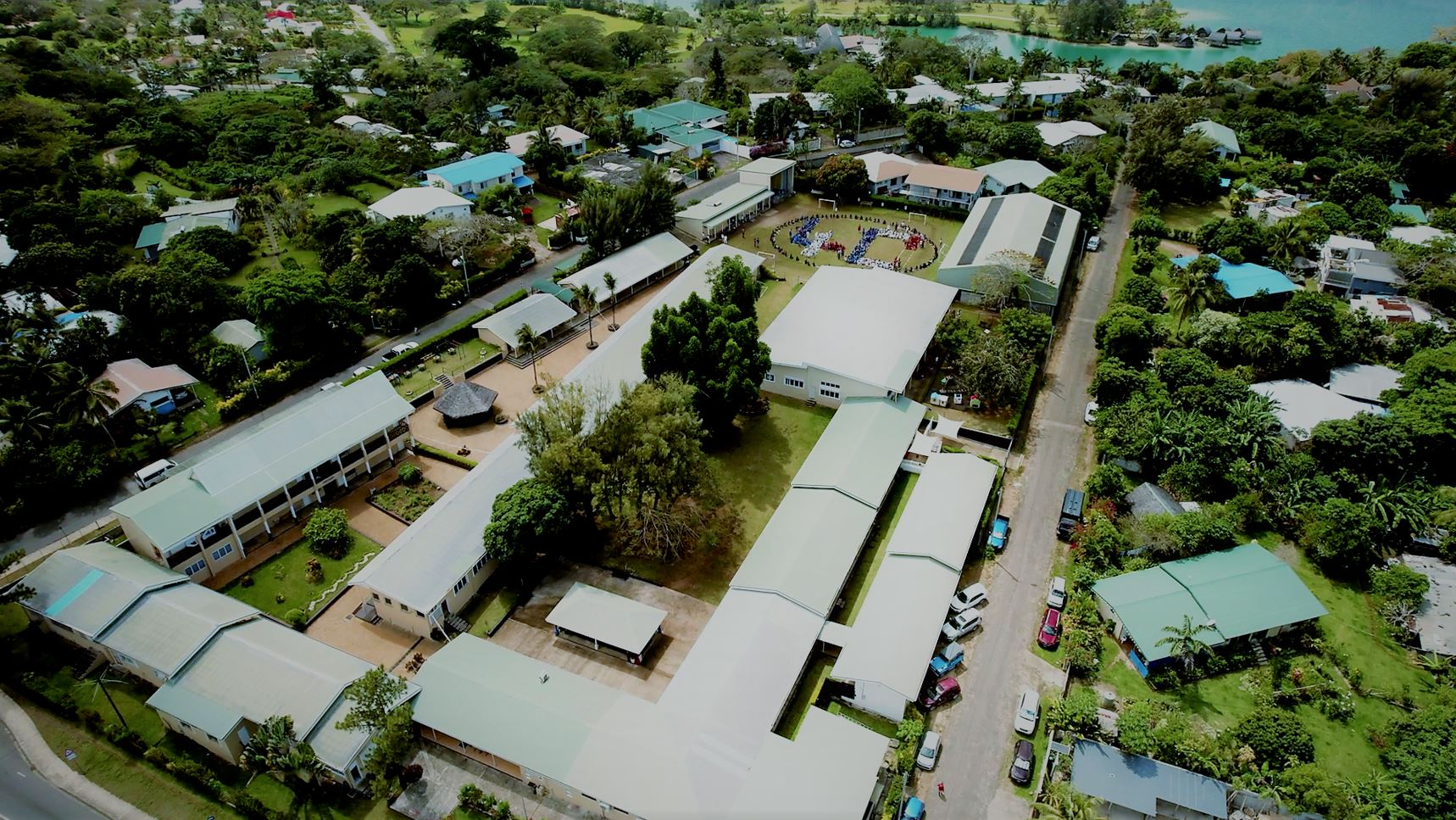
Image aérienne depuis l'avenue Colardeau, regardant vers l'est.

### Site officiel
- Lycée français J. M. G. Le Clézio